# Николаус фон Залм
Николаус фон Залм (на немски: Nikolaus, Graf von Salm; † 12 април 1343) е от 1336 г. граф на Горен Залм в Люксембург, 1337 г. господар на Пютлинген в Саарланд и Вивиерс в Гранд Ест.

## Произход
Той е най-малкият син на граф Йохан I фон Залм (1247 – 1338) и съпругата му Жана дьо Жоанвил († 1297), наследничка на Нойвилер, дъщеря на Жефроа дьо Жоанвил († 1314).

## Фамилия
Николаус фон Залм се жени пр. 30 януари 1335 г. за Аделхайд фон Лихтенберг († 11 юни 1353), дъщеря на Йохан III фон Лихтенберг († 1327) и Матилда фон Саарбрюкен († сл. 1322), дъщеря на граф Йохан I фон Саарбрюкен († 1341). Тя е сестра на Йохан фон Лихтенберг († 1365), епископ на Страсбург (1353 – 1365). Те имат един син:
- Йохан III фон Залм († 4 април 1368 в битка при Лини), граф на Залм, господар на Пютлинген и Вивиерс, женен 1347 г. за Маргарета фон Бламонт-Пютлинген († сл. 1377); нямат деца